# Góra Świętej Doroty
Góra Świętej Doroty (rzadziej Wzgórze Doroty, pot. Dorotka) – wzgórze o wysokości 382 m n.p.m. na Wyżynie Katowickiej, położone w woj. śląskim, na terenie miasta Będzin, dzielnicy Grodziec, najwyższe wzniesienie Będzina.
W mowie potocznej znane są też inne nazwy i określenia nadawane temu wzgórzu: „Złota Góra”, „Zagłębiowska Jasna Góra”, „Zagłębiowski Olimp”, góra „Tabor” oraz Wzgórze Przemienienia Pańskiego (do XVII w.)

## Geologia
Góra Świętej Doroty to ostaniec, stanowi pozostałość progu środkowotriasowego, podobnie jak Góra Gołonoska w Dąbrowie Górniczej (335 m n.p.m.). Wysokość względna progu w jej obrębie to 90 m, natomiast wielkość zrzutu uskoku będzińskiego u stóp wzniesienia wynosi od 150 do 200 m. Szczyt pokrywa warstwa wapienia. Na wschodnich stokach wzgórza zaczyna się krótka i wąska rynna, która uchodzi do doliny pra-Przemszy w Gzichowie. Wzgórze osiadło na skutek szkód górniczych.

## Historia
Historia tego miejsca sięga czasów kultury łużyckiej (XIV-III w. p.n.e.), kiedy to na wzgórzu znajdowała się osada mieszkalna i pogańskie miejsce kultu. Udokumentowano grodzisko na wzgórzu pochodzące z wczesnego średniowiecza.
Wzniesienie jest częściowo zabudowane, zwłaszcza od strony południowo-zachodniej (od strony dawnej cementowni). Na szczycie wzgórza usytuowany jest zabytkowy kościółek pw. św. Doroty z 1635 roku.

### Grodzisko
Według legend dotyczących początków miejscowości, na wzgórzu Dorota istniało grodzisko. W czasach pogańskich miało być siedzibą jakiegoś władcy panującego nad krainą leżącą pomiędzy Przemszą a Brynicą. Pośrodku grodziska miała stać świątynia, gdzie znajdowały się białe kapłanki pod opieką starca, kapłana. Tutaj zbierała się cała starszyzna na narady, tutaj gromadził się lud na doroczne uroczystości i tu szukał schronienia ze swym dobytkiem, gdy zagrażał najazd wroga. w razie niebezpieczeństwa palono w sąsiedztwie grodziska stos, na znak trwogi.
Grodzisko, prehistoryczne miejsce obronne, ubezpieczone było wysokim wałem, usypane z ziemi i otoczone głęboką fosą, być może z rzeki Przemszy lub Brynicy. Według zapisu w kronice gminy Grodziec z 1934 r., można spostrzec ślady wału ziemnego, otaczającego plac w formie owalnej. Plac w stosunku do wału jest kotliną – szerszą w zachodniej stronie, węższą we wschodniej. Konfiguracja wałów wskazywałaby, że są to ślady legendarnego grodziska. Grodzisko było swego rodzaju strażnicą nad całą okolicą pokrytą gęstymi borami i lasem. Strzegła ona jedynej wówczas drogi, jaką stanowiły nurty zasobnej niegdyś w wodę Przemszy. Wykopaliska znalezione u stóp wzgórza, potwierdzają tę hipotezę.

## Ochrona przyrody i turystyka
Część wzgórza (bez części szczytowej) oraz jego okolice objęte są ochroną jako Obszar Chronionego Krajobrazu „Wzgórze Doroty”, powołany w 1993 r. Planuje się powiększenie tego obszaru o część szczytową wzgórza. Walorami przyrodniczymi są dobrze wykształcone zarośla śródpolne, tzw. czyżnie, oraz pozostałości muraw kserotermicznych. W drzewostanie dominują brzozy brodawkowate, robinie akacjowe, buki, dęby, jesiony, klony.
Prowadzi tu turystyczny Szlak Husarii Polskiej (czerwony) (pomija jednak źródełko z kapliczką usytuowane na terenach rolnych). W latach przed II wojną światową licznie wędrowali tu harcerze zagłębiowscy, a w ruinach kościoła składali przyrzeczenie harcerskie.
Przez wzgórze przechodzi też europejski szlak Via Regia.

## Galeria

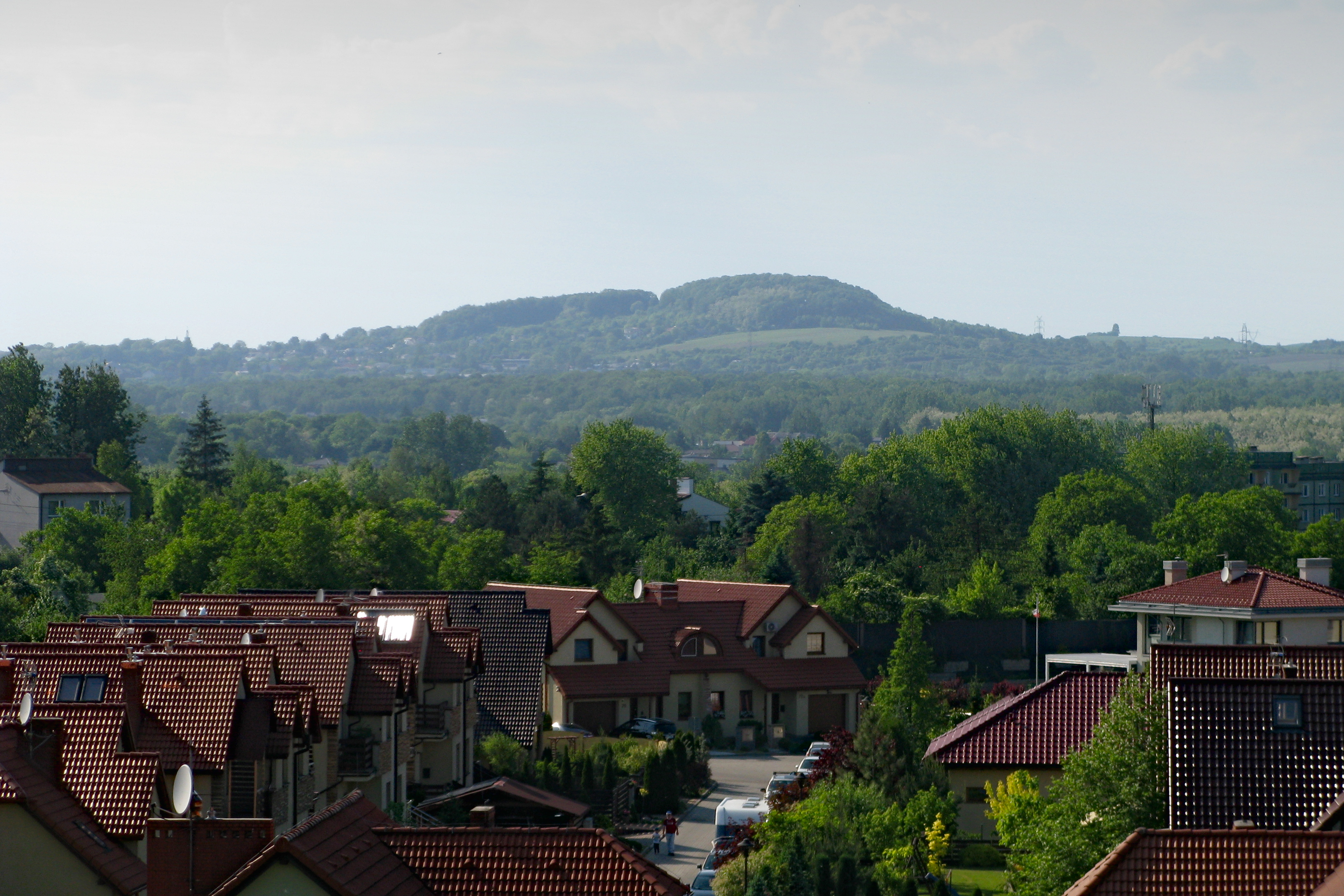
Góra Świętej Doroty, widok z południowego wschodu (2018)
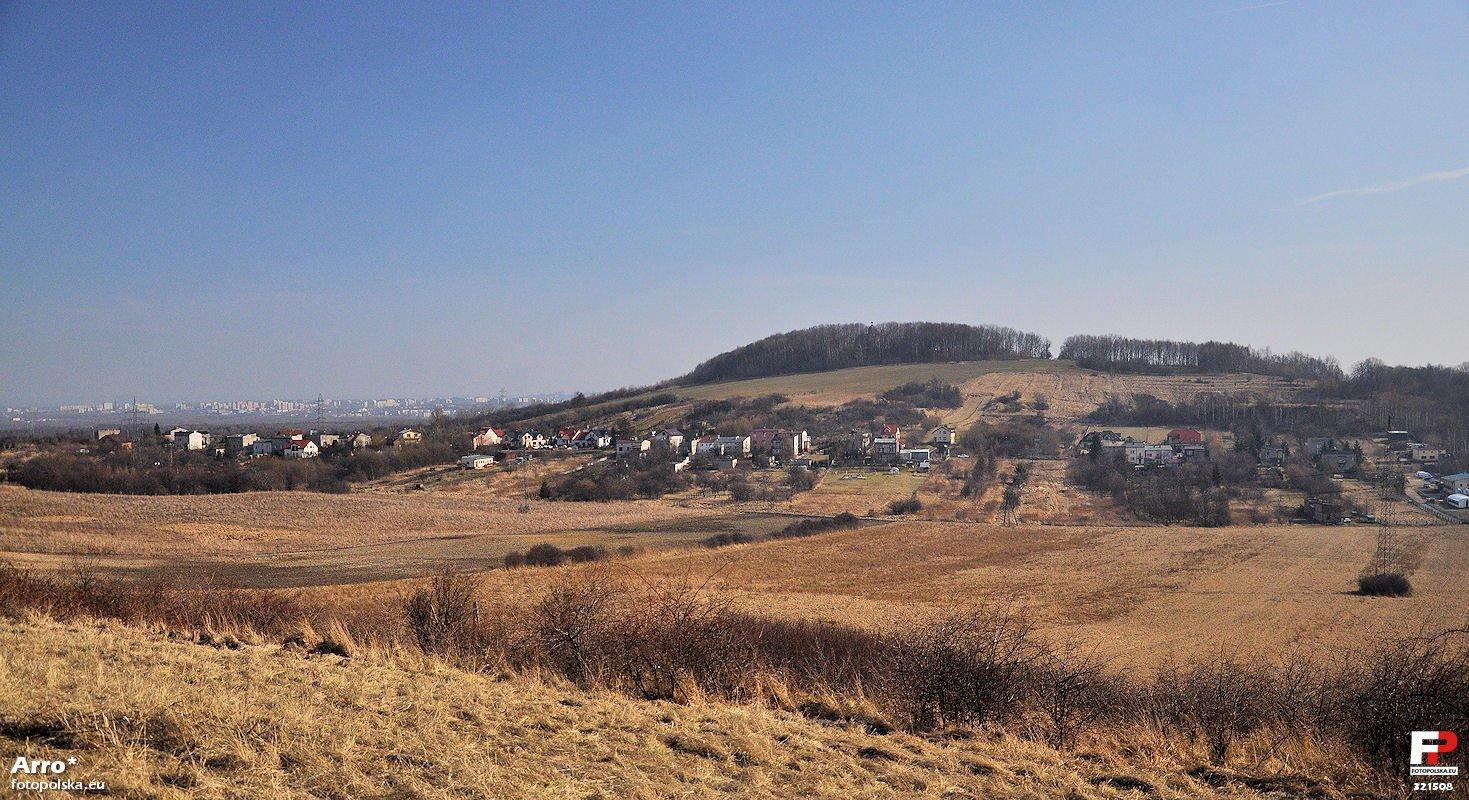
Góra Świętej Doroty, widok z północnego zachodu (2012)
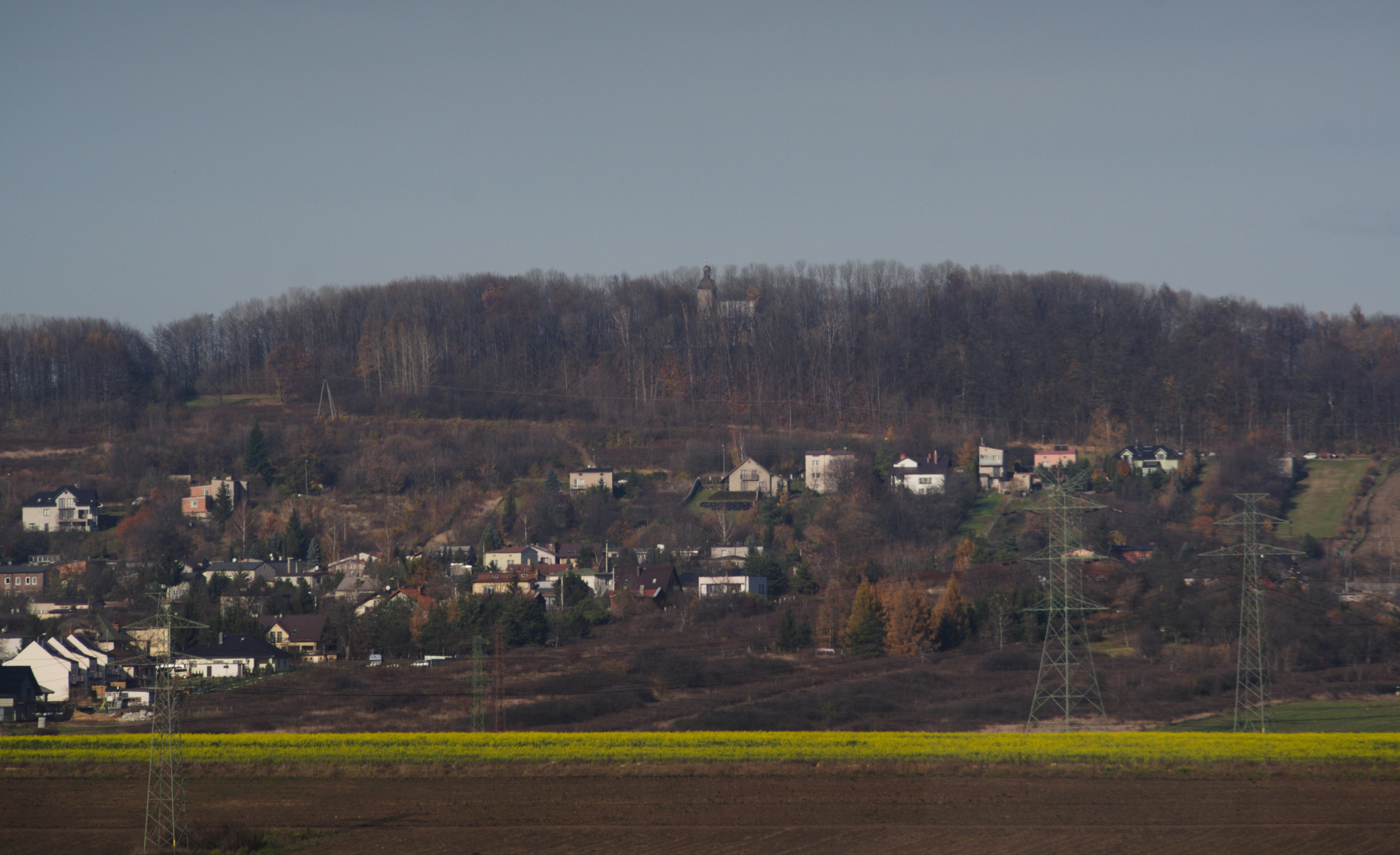
Południowy stok Góry Świętej Doroty, zabudowa przy ul. Chopina (2019)
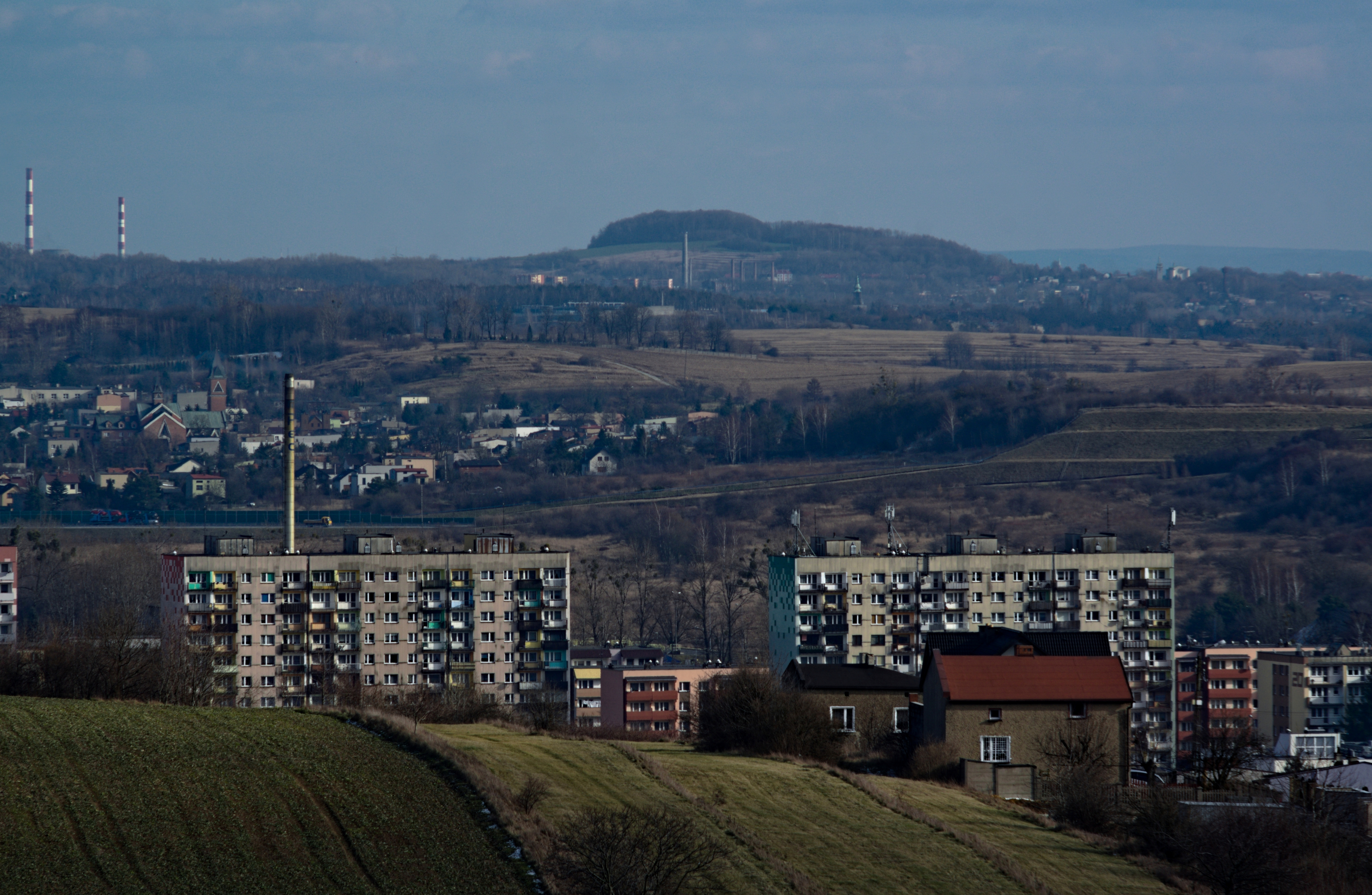
Góra Świętej Doroty od zachodu, widok z Kopca Wyzwolenia (2020)
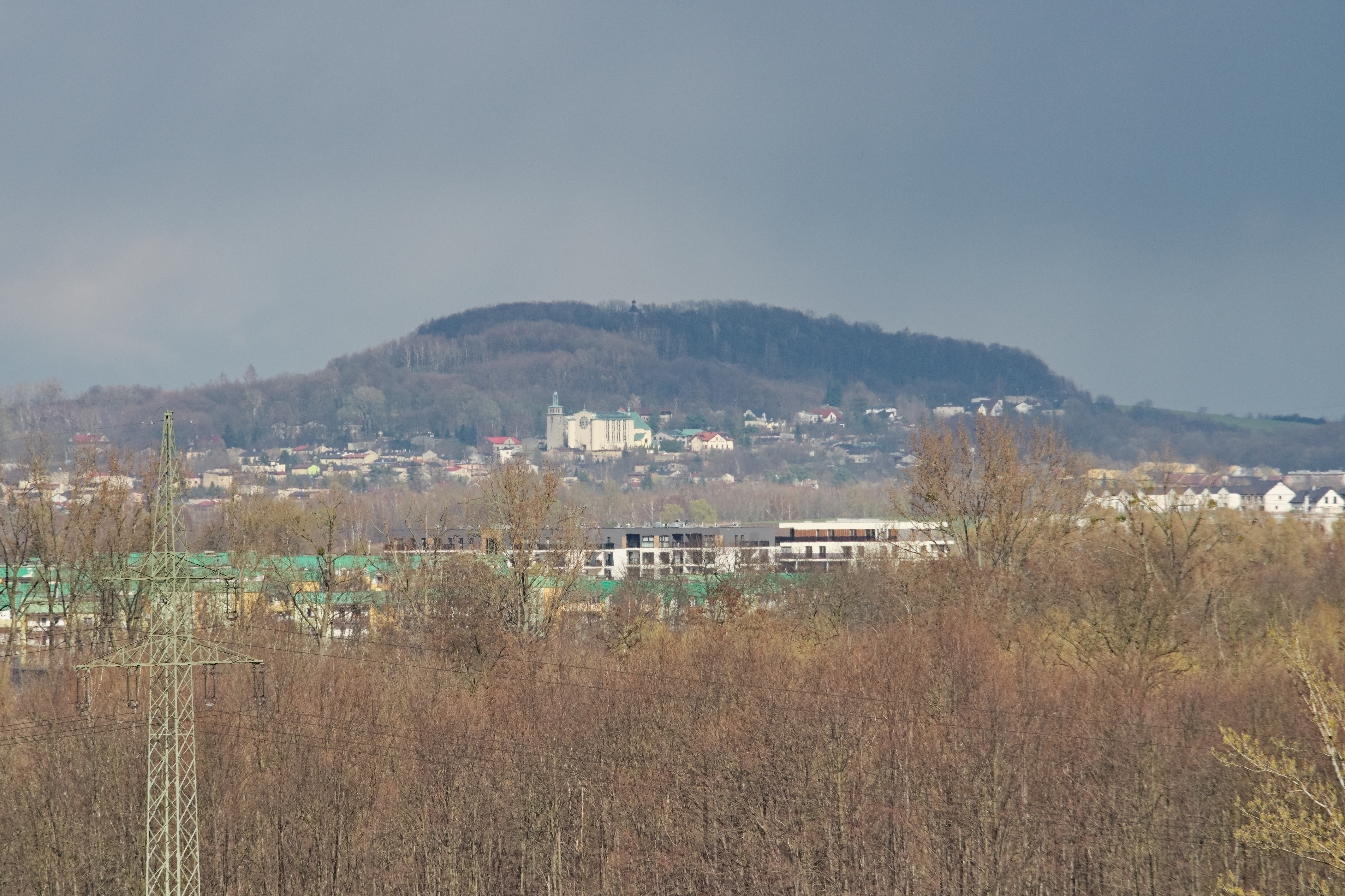
Widok z południowego zachodu z Siemianowic Śląskich (2024)
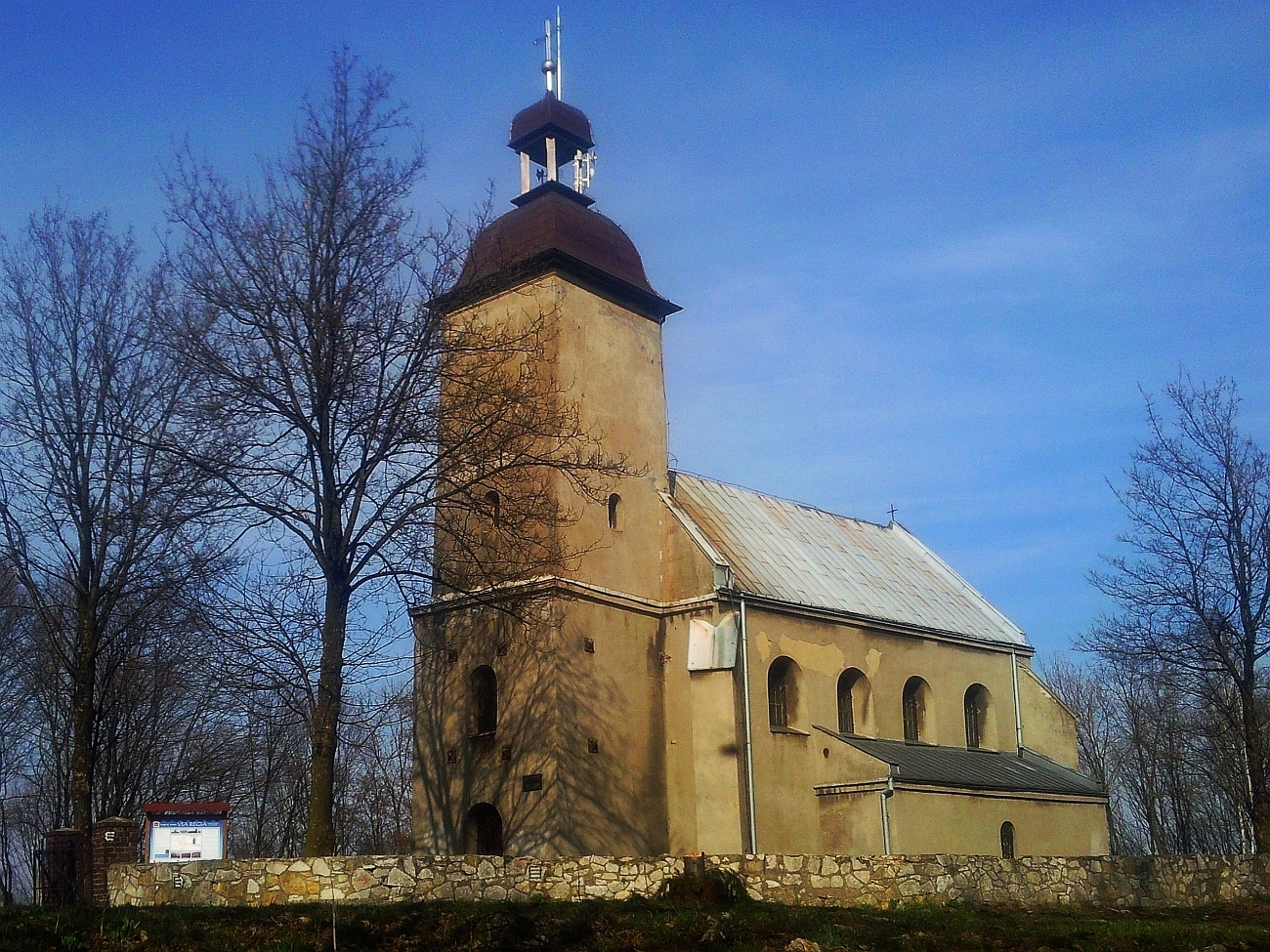
Kościół św. Doroty na szczycie (2013)
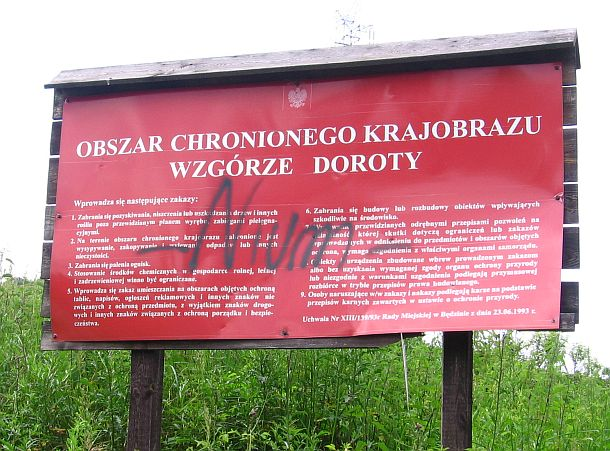
Tablica informacyjna (2009)
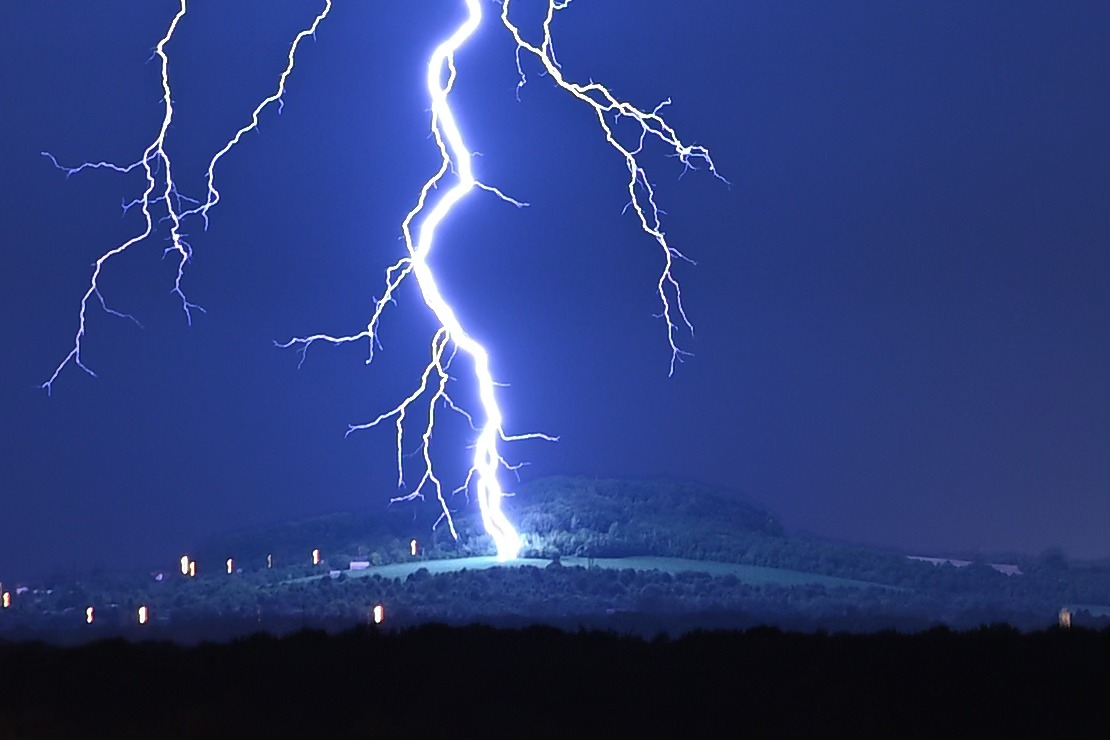
Uderzenie pioruna w górę św. Doroty w Będzinie w dniu 14.07.2024.